# Lutròfor

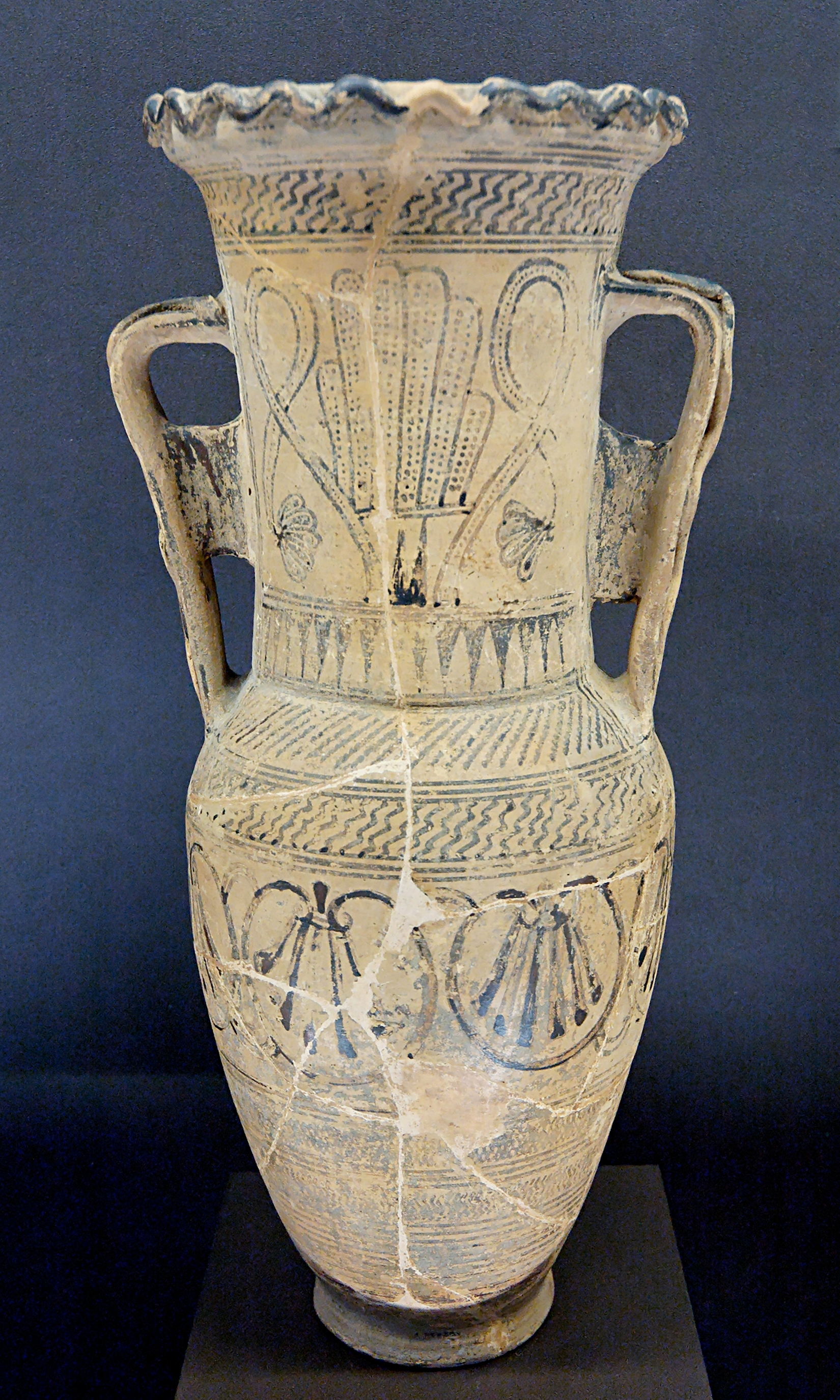
Lutròfor protoàtic del pintor d'Analatos, c. 680 aC, Museu del Louvre

Un lutròfor (en grec antic: λουτροφόρος; en grec modern: λουτρόν/loutron y φέρω/pherō, vas per a 'portar l'aigua del bany') és un tipus de vas de ceràmica grega caracteritzat per tenir un coll allargat amb dues nanses. El lutròfor va ser usat per a portar aigua durant els rituals de la celebració de matrimonis o funerals, i era col·locat a les tombes de les dones solteres.
El dia anterior a l'enllaç nupcial o al matí del dia escollit, les amigues de la promesa recollien aigua al lutròfor per al seu bany. Es procedia així perquè, a més a més de neteja física de la núvia, tenia un doble concepte de ritual de ruptura de la núvia amb la seva vida anterior i de fertilitat, així com l'aigua fecunda la terra.
El lutròfor mateix era un motiu de les làpides, bé com un relleu –per exemple, el lècit a l'estela de Paneci– o bé com a vas de pedra. Se n'han trobat molts a la zona funerària del Ceràmic d'Atenes, algun dels quals es conserva al Museu Arqueològic Nacional d'Atenes.
La producció de lutròfors va començar al període arcaic de Grècia –com es reflecteix en la diversa decoració geomètrica– i es va mantenir fins al final de l'època hel·lenística; adquirí particular rellevància en la Magna Grècia. Artísticament es produeix una evolució des de la forma vascular interessada sobretot en les nanses, cada vegada més elaborades i barroques, i la forma general del vas, més estilitzats i allargats.
El lutròfor és una forma de vas ben documentat, i pot trobar-se en jaciments arqueològics de la conca del Mediterrani afectats per la colonització grega.